# Kapitolska volkulja
Kapitolska volkulja (italijansko Lupa Capitolina) je bronasta skulptura mitske volkulje, ki je dojila dvojčka, Romula in Rema v legendi o ustanovitvi Rima. Ko je Numitorja, dedka dvojčkov, brat Amulij vrgel s prestola, je ta naročil svojemu sužnju, naj otroka odvrže v reko Tibero. Rešila ju je volkulja, ki je skrbela zanje, dokler jih ni našel in vzgajal pastir Faustulus. Kapitolska volkulja je bila od leta 1471 v Palazzo dei Conservatori (danes Kapitolski muzej) na  Kapitolskem griču  (Campidoglio - starodavni kapitolski hrib) v Rimu v Italiji.
Starost in izvor Kapitolske volkulje je predmet polemik. Za kip so dolgo mislil, da je etruščansko delo iz 5. stoletja pr. n. št. , z dvojčkoma, dodanima v poznem 15. stoletju, verjetno kiparja Antonia Pollaiola . Vendar pa so radiokarbonske in termoluminiscence raziskave ugotovile, da je del volka verjetno dodan med letoma 1021 in 1153. 

## Opis
Skulptura je nekoliko večja od naravne velikosti, je 75 cm visoka in 114 cm dolga. Volkulja je upodobljena v napeti, budni pozi, s pozornimi ušesi in srepečimi očmi, ki vidijo nevarnost. Nasprotno sta človeška dvojčka narejena v povsem drugače - ne zavedata se okolice, ko sesata. 

## Pripis in datacija
Volkulja iz legende o Romulu in Remu je od antičnih časov veljala za simbol Rima. Več starodavnih virov se nanaša na kipe, ki prikazujejo volkuljo, ki jo sesata dvojčka. Livij v svoji Rimski zgodovini poroča, da je bil kip postavljen ob vznožju Palatinskega griča leta 295 pr. n. št.  Plinij starejši omenja prisotnost kipa volkulje v rimskem forumu, ki naj bil »čudež, v bronu, ki da je prečkal Comitium, medtem ko je svečenik Attus Navius opazoval znamenja«. Cicero prav tako omenja kip volkulje kot enega od številnih svetih predmetov na Kapitolu, ki ga je leta 65 pr. n. št. neobetavno udarila strela: »to je bil pozlačen kip na Kapitolu, volkulje, ki doji dojenčka.«  Cicero omenja tudi volkuljo v De Divinatione (Vedeževanje) 1.20 in 2.47. 
Nemški umetnostni zgodovinar iz 18. stoletja Johann Joachim Winckelmann je kip pripisal etruščanskemu ustvarjalcu iz 5. stoletja pr. n. št. in sicer na podlagi prikaza volkuljinega kožuha. Prvič je bil pripisan umetniku Vulcu iz kraja Veji, ki je okrasil Jupitrov tempelj na Kapitolu, nato pa neznanemu etruščanskemu umetniku iz okoli 480-470 pr. n. št. Winckelmann je pravilno identificiral renesančno poreklo dvojčkov; verjetno sta bila dodana leta 1471 ali kasneje. 
V 19. stoletju so številni raziskovalci postavili pod vprašaj Winckelmannovo datacijo. Avgust Emil Braun, sekretar Rimskega arheološkega inštituta, je leta 1854 predlagal, da je škoda za volkuljino taco, da je nastala napaka med ulivanjem. Wilhelm Fröhner, konservator iz Louvra, je leta 1878 izjavil, da je bil slog kipa pripisan karolinškemu obdobju in ne etruščanskemu, leta 1885 pa je Wilhelm von Bode tudi izjavil, da je bil kip najverjetneje srednjeveško delo. Vendar pa so bila ta stališča v veliki meri zanemarjena in pozabljena do 20. stoletja.
Leta 2006 sta italijanska umetnostna zgodovinarka Anna Maria Carruba in etruskolog Adriano La Regina izpodbijala tradicionalno datacijo na podlagi analize tehnike litja. Carrubijeva je leta 1997 dobila nalogo obnove skulpture, kar ji je omogočilo, da je preučila, kako je bila izdelana. Opazila je, da je bil kip narejen v enem kosu z uporabo variacije tehnike ulivanja z izgubljenim voskom, ki se v starih časih ni uporabljala; starodavni grški in rimski bronasti kipi so bili običajno narejeni iz več kosov, metoda, ki je olajšala visoko kakovostne ulivanje z manjšim tveganjem, kot bi bilo, če bi ulivali celoten kip naenkrat. Ulivanje v enem kosu je bilo v srednjem veku široko uporabljeno, saj so potrebovali visoko stopnjo togosti, kot za zvonce in topove. Oba, Carrubijeva in Braun, trdita, da je škodo na volkuljini tački povzročila napaka pri oblikovanju. Poleg tega La Regina, ki je državni nadzornik rimske kulturne dediščine, trdi, da je kiparski umetniški slog bolj podoben karolinški in romanski umetnosti kot pa v starodavnemu svetu.
Februarja 2007 je bila na Univerzi v Salentu izvedena radiokarbonska in termoluminiscenčna raziskava, da bi rešili to vprašanje. Rezultati so pokazali s točnostjo 95,4 odstotka, da je bil kip narejen med 11. in 12. stoletjem.

## Zgodovina kipa
Nejasno je, kdaj je bila skulptura prvič postavljena, vendar obstajajo številni srednjeveški zapisi o "volkulji", ki stoji v papeževi Lateranski palači. V svoji kroniki iz 10. stoletja menih Benedikt iz Soracte piše o instituciji vrhovnega sodišča »v Lateranski palači, kraju, ki se imenuje Volk, mati Rimljanov«. Poskusi in usmrtitve »pri volku« so bili občasno omenjeni do leta 1438. 
Angleški duhovnik iz 12. stoletja, magister Gregorius, je napisal esej De Mirabilibus Urbis Romae  in v prilogi opisal tri kiparske skulpture, ki jih je zanemaril: eden je bil volk v portiku na glavnem vhodu v Vatikanski palači. Ne omenja nobenih dvojčkov, saj je ugotovil, da je bil izdelan kot da zalezuje bronastega ovna, ki je bil v bližini in je služil kot vodnjak. Tusi Volkulja je služila kot vodnjak, je mislil magister Gregorius, vendar je bila odlomljena pod nogami in preseljena na mesto, kjer je videl kip. 
Današnja Kapitolska volkulja ni mogla biti kip, ki sta ga videla benediktinec in Gregorius, če je sprejeta njegova nova ugotovljena starost, čeprav si je mogoče zamisliti, da bi ta lahko nadomestila prejšnje (zdaj izgubljene) like rimske volkulje. Decembra 1471 je papež Sikst IV. odredil, da sedanji kip prenesejo v palačo dei Conservatori na Kapitolskem griču, medtem ko sta bila dvojčka dodani nekaj kasneje. Kapitolska volkulja se je pridružila številnim drugim resnično starodavnim kipom, ki so jih istočasno prenesli, da bi oblikovali jedro Kapitolskega muzeja.

## Sodobna uporaba in simbolika
Podobo je favoriziral Benito Mussolini, ki se je imenoval za ustanovitelja »Novega Rima« in podaril kopije kipa različnim krajem po svetu. Da bi spodbudil ameriško dobro voljo, je poslal v ZDA številne kopije Kapitolske volkulje v ZDA. Leta 1929 je poslal eno repliko za nacionalno konvencijo o sinovih Italije v Cincinnati v Ohiu. Leta 1931 je bila zamenjana za še eno, ki še vedno stoji v Eden Parku v Cincinnatiju. Druga replika je bila dana Rimu v Georgi (ZDA), istega leta. Tretjo kopijo je v Rim v New Yorku leta 1956 odnesel Alfonso Felici, veteran druge svetovne vojne. Še ena je končala na Severovzhodni univerzi na Kitajskem, kjer so proučevali starogrško in rimsko zgodovino.
Kapitolska volkulja je bila uporabljen tako na emblemu kot na plakatu za poletne olimpijske igre leta 1960 v Rimu. Rimski nogometni klub A.S. Roma jo tudi uporablja v svojem grbu.
Bila je uporabljena kot logotip za založbo Artie Ripp, Family Productions, ki je leta 1971 izdala prvi album Billyja Joela kot samostojnega umetnika Cold Spring Harbour. Zaradi pogodbenih obveznosti se je še naprej pojavljala na številnih Joelovih albumih tudi potem, ko je kasneje podpisal pogodbo s Columbia Records. 
Program ohranjanja je v devetdesetih letih omogočil razstavo, posvečeno volkulji Lupa Capitolina in njeni ikonografiji. 
V filmu Agora iz leta 2009, ki je bil postavljen v Aleksandrijo v 5. stoletju, je v palači prefektov mogoče videti Kapitolsko volkuljo skupaj z Pollaiolovima dvojčkoma v sceni, preden je bil zajet Hypatia. V Ricka Riordana Neptunov sin, je Lupa volkulja, ki vzgaja vse polbogove, ki želijo vstopiti v kamp Jupiter. Usposablja Percyja Jacksona in je omenjena, da je tudi trenirala Jason Grace.
V prvi epizodi ameriškega televizijskega programa The Addams Family je v Addamsovi dnevni sobi prikazana skulptura Kapitolske volkulje. Vidimo ga lahko nad mizo, desno od glavnega stopnišča.
Bostonska latinska šola uporablja sliko na naslovnici svojega dnevnega reda in je uradni šolski znak.
Kapitolska volkulja se uporablja v Romuniji in Moldaviji kot simbol latinskega porekla njenih prebivalcev, v nekaterih večjih mestih pa so replike prvotnega kipa, ki ga je v začetku 20. stoletja podarila Italija.
Volkulja je doživela preobrazbo v Look at Me (nova Kapitolska volkulja), poljskega umetnika Paweła Wociala iz leta 2011. Look at Me je kritična izjava o zatiralskih idejah o lepoti, ki jih narekujejo mediji in ljudska kultura. Look at Me je navdihnil Maciej Zień in vključil to skulpturo v kulise svojih modnih revij in reprodukcije slike Wocialove volkulje na obleke in majice.